# Anagyrus sugonjaevi
Anagyrus sugonjaevi  (лат.) — вид мелких паразитических хальцидоидных наездников рода Anagyrus из семейства Encyrtidae. Европа: Черногория. Длина самок 1,2 мм. Окраска тела, в основном буровато-чёрная (мезоплевры и боковые части пронотума светло-коричневые). Ноги частично желтовато-коричневые. Предположительно паразиты червецов (Coccoidea). Вид был впервые описан в 2015 году российским гименоптерологом Владимиром Александровичем Тряпицыным. Видовое название дано в честь крупного российского энтомолога профессора Евгения Семеновича Сугоняева (1931—2014). Вид сходен с Anagyrus nigricorpus Shafee, Alam et Agarwal, 1975, обнаруженным в Индии и выведенном из червецов Peliococcus sp. с бобового растения Prosopis spicegera (Prosopis).